# Efraim Briem

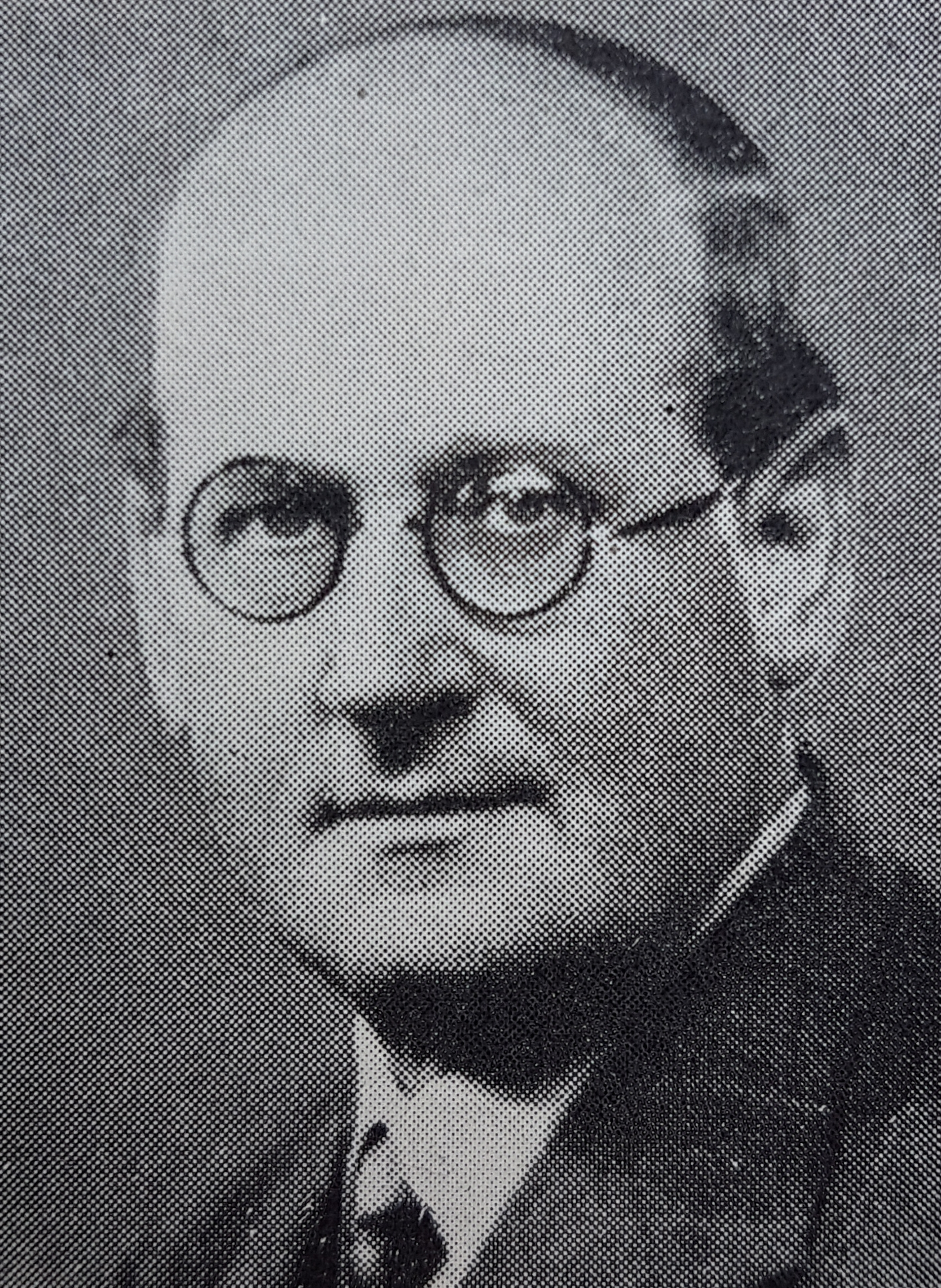
Efraim Briem

Olof Efraim Briem, född 17 september 1890 i Helsingborg, död 15 juni 1946 i Lund, var en svensk religionshistoriker, präst och översättare. Han var måg till Hans Birger Hammar den yngre.
Briem blev student vid Lunds universitet 1909, teologie kandidat 1912, filosofie kandidat 1913, filosofie licentiat 1915, filosofie doktor 1918 och teologie doktor 1923. Han blev docent i religionshistoria vid Lunds universitet 1918, och därefter professor i teologiska prenotioner och teologisk encyklopedi vid samma universitet 1928. Han var även kyrkoherde i Stävie och Lackalänga församlingar 1921–1928 samt sekreterare vid religionshistoriska kongressen i Lund 1929. 
Briem ägnade sig åt studier i den babyloniska religionshistorien, med arbeten som sin doktorsavhandling Studier över moder- och fruktbarhetsgudinnorna i den sumerisk-babyloniska religionen (1918) samt Kultur och religion i Babylonien och Assyrien (1926) och Babyloniska myter och sagor (1927). Han sysslade även med den psykologiska sidan av religionernas liv och dess yttringar i samtiden, såsom Spiritismens historia (1922), Den moderna pingströrelsen (1924), Moderna religionssurrogat (1926), Stigmatisationer och visioner (1929). Han översatte Immanuel Kants uppsats om Swedenborg, En andeskådares drömmar i ljuset av metafysikens drömmar (1921).